# Wivan Nygård-Fagerudd
Wivan Nygård-Fagerudd, född 26 februari 1964 i Replot, är en finlandssvensk kulturadministratör, kulturjournalist, dokumentärfilmare och professionell sångerska. Hon är direktör för Finlandsinstitutet i Stockholm

## Biografi
Wivan Nygård-Fagerudd är uppväxt i skärgårdsbyn Replot i Korsholms kommun. Hon har studerat statsvetenskap vid Åbo Akademi och musik vid operaavdelningen vid Sibelius-Akademin. Hon har även studerat privat för professor Dorothy Irving och specialiserat sig på barockmusik. Vid sidan av studierna arbetade hon som musikkritiker på Hufvudstadsbladet. 
Wivan Nygård-Fagerudds röstfack är alt eller lyrisk mezzosopran. Hon har varit solist hos Radions symfoniorkester och de flesta professionella symfoniorkestrarna i Finland. Bland operarollerna finns Dido i Purcells Dido och Aeneas, Dorabella i Mozarts Così fan tutte, Suzuki i Puccinis Madama Butterfly, Cherubino i Mozarts Figaros bröllop, Orlovsky i Strauss Läderlappen och Jenny i Weills Mahagonny. Hon har också gjort musikalhuvudroller på Lilla Teatern i Helsingfors och Wasa Teater. 
Sedan 1997 har Nygård-Fagerudd även varit verksam som programledare i finlandssvensk TV och radio, och som manusförfattare och regissör. Återkommande teman i hennes produktion är historia, konst och kultur. För Tv-serierna Tid och rum 1999–2001 och Alla tiders ting 2003 mottog Nygård-Fagerudd Folkbildningspriset år 2007.   
Nygård-Fagerudd är en opinionsbildare inom utbildnings- och kulturpolitik. Hon var ordförande för Svenska kulturfonden 2008–2010 och delegationsordförande 2010–2014 samt förbundsordförande för FDUV (Förbundet de utvecklingsstördas väl) 2015–2017 och är styrelseordförande för föreningen Svenska folkskolans vänner från år 2017. Sedan 2023 är hon direktör för Finlandsinstitutet i Stockholm.  
Wivan Nygård-Fagerudd är gift med skådespelaren Johan Fagerudd och mor till skådespelaren och radioprofilen Siri Fagerudd.
Nygård-Fagerudd var Vegas sommarpratare år 2014.

## Verk

### Tv-serier
- Tid och Rum 1999–2001
- Alla tiders ting 2003
- Mästersångarna 2007

### Tv-dokumentärer
- Att måla mångstämmigt 2004
- Tema, variation, verktyg 2004
- Yrke: tonsättare 2005
- Ågren om Ågren 2006
- Anteckningar om Melusine 2005
- Kör på väg 2006
- Historien om en Dedication 2011
- Skolan mitt i byn 2012
- Jag ser vad jag hör - en film om tonsättaren Erik Bergman 2024